# باشگاه فوتبال وولرنگا
باشگاه فوتبال وولرنگا (انگلیسی: Vålerenga Fotball) یک باشگاه فوتبال در کشور نروژ است.
این باشگاه که در شهر اسلو قرار دارد در تاریخ ۲۹ ژوئیه ۱۹۱۳ تأسیس شده است و سابقه ۵ قهرمانی در لیگ برتر فوتبال نروژ و ۴ قهرمانی در جام حذفی فوتبال نروژ دارد.